# Іїда Дакоцу
Іїда Дакоцу (1885—1962, справжнє ім'я — Іїда Такедзі) — японський поет.

## Біографія
Народився 1885 р. в селі Сакаїґава (префектура Яманасі). Навчався на літературному факультеті університету Васеда, де вивчав англійську літературу й почав писати вірші, які надсилав до редакції часопису «Хототоґісу». Його хайку дуже сподобалися Такахамі Кьосі — редакторові часопису, який усіляко заохочував молодого поета, друкуючи його твори й відзначаючи безсумнівний талант Іїди Дакоцу у своїх критичних статтях та поетичних оглядах. Вдячний за дружню підтримку відомого поета, Іїда Дакоцу завжди вважав і називав Такахаму Кьосі своїм учителем.
За сімейними обставинами Іїда Дакоцу в 1909 р. змушений був залишити навчання в університеті, повернутися в село на батьківську ферму й практично все життя займатися сільським господарством. Однак це не завадило йому писати хайку. 3 1914 р. він знову починає регулярно надсилати до редакції «Хототоґісу» свої вірші.
Його поезія вирізнялася на тлі творів інших японських поетів ХХ ст. своєю романтичністю, ліризмом і навіть казковістю. Але досить часто в ній звучали також трагічні мотиви, оскільки під час Другої світової війни Іїда Дакоцу втратив двох синів.
Прихильник класичного стилю хайку, поет не цурався також яскравих метафор та порівнянь, сучасної лексики, які надавали його творам поетичності, робили їх актуальними. Окрім останньої підсумкової збірки своїх віршів хайку "Ґендай хайку бунґаку дзенсю " (Токіо: Кадокава сьотен, 1957), Іїда Дакоцу видав за життя ще декілька збірок власних поетичних творів, серед яких найпопулярнішою серед читачів була його книга «Вірші гірських стежин» («Санро-сю», 1932).